# ジョブホッピング
ジョブホッピングとは、技能や賃金の向上を求めて転職を繰り返すことである。

## 概要
ジョブホッピング（英語: job-hopping）は、転職（英語: job‐change）という言葉と混同されやすいが、両者は同義語ではなく、転職を「繰り返す」という点が異なる。ジョブホッピングする人のことをジョブホッパーと言う場合がある。
アメリカでは能力給の志向が強い業種では、技能や賃金の向上を求めて転職を繰り返す行為は、労働者側の権利として受容されている。日本においては、久しく終身雇用および年功序列制度が継続したため、転職を繰り返すという行為には否定的なイメージが付きまといやすく、社会的に不利な評価を受けることも少なくない。しかし一部の専門職（IT、医療、出版、ホテル、外食産業などが代表的）に限れば、日本でも以前からよくおこなわれていた行為であり、それらの職種においては問題視されることは少ない。

## 要因（日本）
第二新卒枠の増加や、トライアル雇用、デュアルシステム、インターンシップなど新システムの導入が、離職率を引き上げる要因となっている。労働環境の悪化を背景に、待遇の悪さや、健康上の問題を理由に就職と退職を繰り返す者も多い。

## 問題点
企業にとっては退職される教育コストの損失と言える。さらに、その社員がライバル企業に入社することでノウハウや情報流出に結びつく恐れもあり、結果としてそのライバル企業を支援することになるため日本では問題視されている。迎え入れる側の企業にとっては利点がいえ。そのため日本では中途採用や第二新卒のみを対象に求人活動をする企業も存在する。